# Ancienne mairie de Jakobstad
La mairie de Jakobstad (finnois : Pietarsaaren raatihuone) est un bâtiment construit au centre à Jakobstad en Finlande .

## Présentation
L'hôtel de ville de Pietarsaari est un bâtiment en bois situé à l'extrémité est de la place du marché de Pietarsaari, dans le centre historique de la ville. 
Lae bâtiment a été conçu par l'architecte Georg Wilenius et sa construction s'est achevée en 1877. 
Le conseil municipal de Pietarsaari s'y réunit toujours.
La direction des musées de Finlande a classé le centre historique de Pietarsaari avec la mairie parmi les sites culturels construits d'intérêt national en Finlande.  